# Кувейт на летних Олимпийских играх 2008
Кувейт на летние Олимпийские игры 2008 был направлен олимпийским комитетом Кувейта. В заявке Кувейта было представлено 5 спортсменов в трёх видах спорта, которые не завоевали ни одной медали.

## Состав олимпийской команды

### Дзюдо
Мужчины
| Спортсмен       | В/К       | Предварительные    | 1/32                      | 1/16               | Четвертьфинал      | Полуфинал          | Первый утешительный этап | Утешительный четвертьфинал | Утешительный полуфинал | Финал              |
| Спортсмен       | В/К       | Соперник Результат | Соперник Результат        | Соперник Результат | Соперник Результат | Соперник Результат | Соперник Результат       | Соперник Результат         | Соперник Результат     | Соперник Результат |
| --------------- | --------- | ------------------ | ------------------------- | ------------------ | ------------------ | ------------------ | ------------------------ | -------------------------- | ---------------------- | ------------------ |
| Талал Аль-Энези | До 100 кг |                    | Асхат Житкеев 0000/1110 П |                    |                    |                    | Амель Мекич 0001/1100 П  | Не прошёл                  | Не прошёл              | Не прошёл          |

### Настольный теннис
Мужчины
| Спортсмен         | Дисциплина | Отборочный этап        | Этап 1                 | Этап 2               | Этап 3               | Этап 4               | Четвертьфинал        | Полуфинал            | Финал                |
| Спортсмен         | Дисциплина | Соперник Результат     | Соперник Результат     | Соперник Результат   | Соперник Результат   | Соперник Результат   | Соперник Результат   | Соперник Результат   | Соперник Результат   |
| ----------------- | ---------- | ---------------------- | ---------------------- | -------------------- | -------------------- | -------------------- | -------------------- | -------------------- | -------------------- |
| Ибрагим Аль-Хасан | Одиночные  | Пабло Табачник Поб 4:2 | Маркуш Фрейташ Пор 1:4 | Закончил выступление | Закончил выступление | Закончил выступление | Закончил выступление | Закончил выступление | Закончил выступление |

### Стрельба
Мужчины
| Спортсмены         | Дисциплина | Квалификация | Квалификация | Финал                | Финал                | Место |
| Спортсмены         | Дисциплина | Очков        | Место        | Очков                | Место                | Место |
| ------------------ | ---------- | ------------ | ------------ | -------------------- | -------------------- | ----- |
| Заид Аль-Мутайри   | Скит       | 118          | 10           | Закончил выступление | Закончил выступление | 10    |
| Абдулла Аль-Рашиди | Скит       | 118          | 9            | Закончил выступление | Закончил выступление | 9     |
| Насер Меклад       | Трап       | 115          | 18           | Закончил выступление | Закончил выступление | 18    |